# Tudorancea Ciurea
Tudorancea Ciurea, romunski general, * 1888, † 1971.